# 绿翅斑腹雀

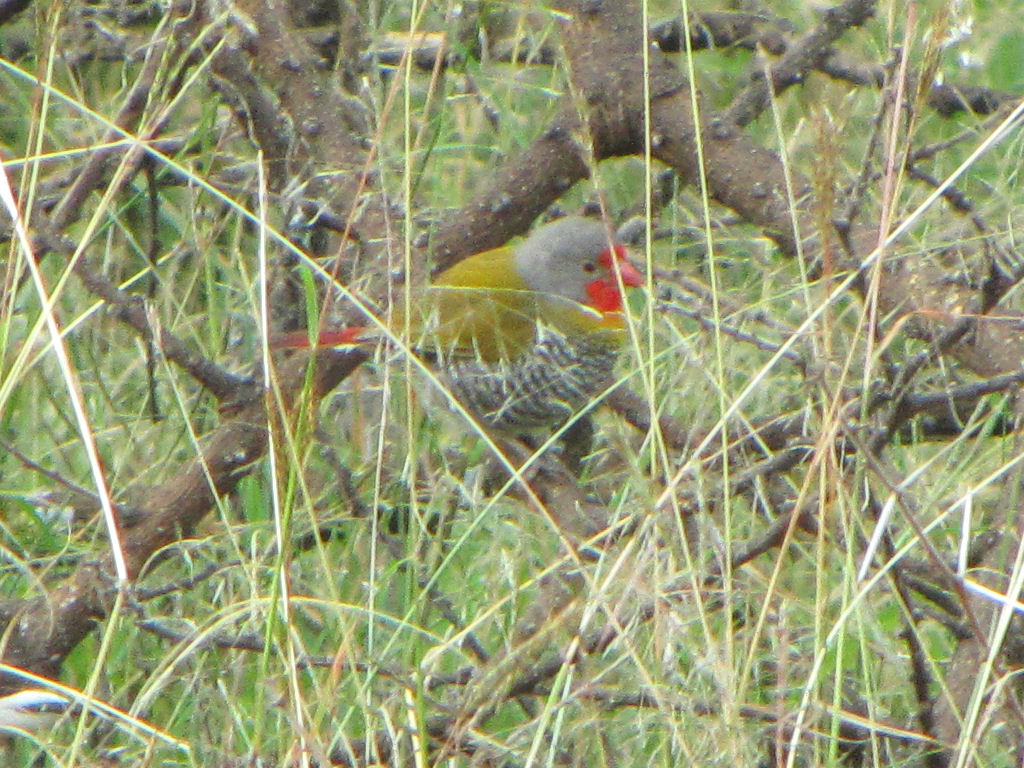
摄于坦桑尼亚塞伦盖蒂

绿翅斑腹雀（学名：[Pytilia melba] 错误：{{Lang}}：文本有斜体标记（帮助））是梅花雀科斑腹雀属的一种，为非洲的常见物种，其全球活动范围有6,000,000平方（2,300,000平方英里）。绝大部分分布于撒哈拉以南非洲。绿翅斑腹雀有两个亚种，指名为[melba] 错误：{{Lang}}：文本有斜体标记（帮助）和[citerior] 错误：{{Lang}}：文本有斜体标记（帮助），这两者有时会被视为独立物种。